# Predrag Pažin
Predrag Pažin - em sérvio e búlgaro, Предраг Пажин - (Nevesinje, 14 de março de 1973) é um futebolista servo-bósnio naturalizado búlgaro, que esteve na Eurocopa de 2004.

## Carreira

### Como Jogador
Pažin iniciou sua carreira em 1991, no Sutjeska Nikšić, quando a então Iugoslávia sofria seu processo de desintegração. Em 1993 foi para o Rudar Pljevlja, cujo desempenho (40 jogos, 4 gols) o levaram a ser contratado pelo Partizan Belgrado. O clube da capital foi o último em que Pažin atuou como atleta da ex-Iugoslávia.
Em 1999, foi contratado pelo Levski Sófia, conseguindo a naturalização búlgara, já no ano seguinte. Entretanto, a temporada 1999-00 foi de altos e baixos para o defensor, que deixou o Levski ainda em 2000, para se juntar ao Kocaelispor da Turquia, sendo sua passagem pelos Yeşil Şimşekler foi boa: 31 jogos e seis gols marcados. Em 2002, retornou à Bulgária, para jogar no Spartak Pleven. Foi um fracasso: nove jogos, nenhum gol.
Ainda em 2002, foi à China, para militar no Beijing Guoan, reerguendo sua carreira. A curta passagem de Pažin no estado comunista chinês foi modesta: 26 jogos, quatro gols. regressou à Europa em 2003, desta vez para atuar no Shakhtar Donetsk, até então um clube sem expressão no futebol europeu. Foram 26 partidas e apenas um gol assinalado. retorna novamenteà China em 2005, desta vez para atuar pelo Shandong Luneng. Sua passagem no clube laranja foi bem-sucedida: em 62 partidas, foram cinco gols marcados.
Isto o relança o futebol búlgaro, que repatria o defensor em 2008, desta vez para atuar no Lokomotiv Mezdra, sua atual equipe.

#### Seleção
Apesar de ser bósnio de nascimento, Pažin recusou propostas para defender a Seleção de seu país natal. Em 2000, quando atuava pelo Levski, conseguiu a autorização para se naturalizar búlgaro. Estreou pela sua nova Seleção no mesmo ano, mas a equipe não se classificou para a Euro 2000, nem para a Copa de 2002.
Esteve entre os convocados para a Eurocopa de 2004, mas não participou em nenhum jogo da equipe, que capitulou na primeira fase. Foi à Euro ao lado de outros sérvios naturalizados búlgaros: Zlatomir Zagorčić e Zoran Janković.

### Como treinador
Pažin iniciou sua carreira em 2011, no modesto . onde permanece no comando dessa equipe até atualmente.